# Asterinella parameriae
Asterinella parameriae är en svampart som beskrevs av Petr. 1931. Asterinella parameriae ingår i släktet Asterinella och familjen Microthyriaceae.   Inga underarter finns listade i Catalogue of Life.